# Nature morte à la plaque
Nature morte à la plaque est un tableau réalisé par Juan Gris en décembre 1917. Cette huile sur toile est une nature morte cubiste. Elle est conservée au Kunstmuseum, à Bâle.

## Expositions
- Le Cubisme, Centre national d'art et de culture Georges-Pompidou, Paris, 2018-2019.